# Biuro Administracji Armii Ministerstwa Spraw Wojskowych
Biuro Administracji Armii Ministerstwa Spraw Wojskowych – jednostka organizacyjna Ministerstwa Spraw Wojskowych w II Rzeczypospolitej.
28 czerwca 1926 roku minister spraw wojskowych ustanowił Biuro Ogólno-Administracyjne, jako bezpośredni organ pracy I wiceministra spraw wojskowych i szefa administracji. W listopadzie tego roku na stanowisko szefa biura wyznaczony został ppłk SG Mieczysław Wyżeł-Ścieżyński.
Biuro Administracji Armii powstało w 1936 z przemianowania Biura Ogólno-Administracyjnego. Zajmowało się uzgodnieniami prac szefów departamentów, służb i dowództw w obszarze administracji rządowej, studiów i badań materiałów zaopatrzenia oraz wyszkolenia służb.

## Obsada personalna biura
Pokojowa obsada personalna biura w marcu 1939 roku
- szef biura – płk dypl. kaw. Karol Krzysztof Bokalski
- zastępca szefa – ppłk dypl. adm. (piech.) Leopold Gebel
- szef Wydziału Ogólnego – ppłk dypl. piech. Marian Radwański
- szef Wydziału Przepisów Służbowych – ppłk dypl. piech. Aleksander Misiurewicz
- szef Wydziału Administracji – ppłk dypl. piech. Józef Rehman[b]
- kierownik Samodzielnego Referatu Odszkodowań – mjr KK dr Marian Kałuski
- kierownik referatu rachunkowo-budżetowego – mjr adm. (int.) Józef Moryl
- kierownik referatu – mjr piech. Stanisław Justyn Paczosa
- kierownik referatu – mjr piech. Władysław Bogumił Stępień
- kierownik referatu – kpt. dypl. piech. Tadeusz Edward Bogdanik
- kierownik referatu – kpt. piech. Józef Gilewicz
- kierownik referatu – kpt. piech. Jan Łazarewicz[c]
- kierownik referatu – kpt. adm. (piech.) Michał Sławomir Narcyz Klepacki
- kierownik referatu – kpt. adm. (piech.) Włodzimierz Lempke
- kierownik referatu – kpt. adm. (piech.) Stefan Filip Polkowski[d]
- kierownik referatu – kpt. adm. (art.) Adam Hubicki
- kierownik referatu – kpt. adm. (int.) Stefan Zygmunt Pindelski
- kierownik referatu – kpt. int. Roman Szymon Wójcik
- kierownik referatu – kpt. int. Kazimierz II Sikorski